# Pterartoria sagae
Espèce
Synonymes
- Pterartoriola sagae (Purcell, 1903)

Pterartoria sagae est une espèce d'araignées aranéomorphes de la famille des Lycosidae.

## Distribution
Cette espèce est endémique du Cap-Occidental en Afrique du Sud,.

## Description
La femelle holotype mesure 7 mm.

## Publication originale
- Purcell, 1903 : New South African spiders of the families Migidae, Ctenizidae, Barychelidae Dipluridae, and Lycosidae. Annals of the South African Museum, vol. 3, p. 69-142 (texte intégral).